# Manát
Manát byla arabskou bohyní a jednou ze tří hlavních bohyní uctívaných v Mekce před příchodem islámu (další byly al-Lát a al-Uzzá).

## Charakteristika
Podle islámské „Knihy model“ byla Manát jednou z nejstarších arabských bohyní. Představovala pravděpodobně bohyní osudu, asociovanou s délkou lidského života. V souvislosti se smrtí byla též uváděna jako bohyně podsvětí a spojována s řeckými bohyněmi Persefonou/Deméter nebo s noční bohyní Artemis (Hekaté). Stejně jako Artemis i Manát má za symbol měsíční srpek, který je do dneška silně zastoupen v moderní islámské kultuře, počínaje v Osmanské říši.

## Rozšíření
Manát se sice těšila přízně Kurajšovců, ale byla z trojice bohyní v Mekce nejméně uctívanou. Její kult byl naopak silný v Jathribu (Medíně), kde pro tamní zemědělskou komunitu představovala jakési chtonické božstvo (bohyni podsvětí). Dnešní znak islámu vznikl spojením symbolů hlavní medínské bohyně (Manát – měsíc) a hlavní mekkánské bohyně (al-Uzzá – hvězda).
Existují však archeologické pozůstatky Manátina uctívání až v oblastech jako bylo skalní město Petra, obývané Nabatejci. Tam byla známá pod jménem Manawat.

### Uctívání
Manát byla během před-islámských poutí do Mekky uctívána především kmeny Aws a al-Khazraj. Ti ji při obcházení Kabby hlasitě i tiše chválili oslavnými modlitbami.

## V islámu
Jméno Manát je zmíněno i v koránu v souvislosti s odmítnutím polyteismu. Tyto verše bývají tradičně dávány do souvislosti i se satanskými verši, jejich příběh tvrdí, že Mohamed kdysi uznal uctívání této bohyně a uvedl ji jako Alláhovu dceru.
„Přemýšleli jste o Al-Lát, Al-Uzzá a Manát, té třetí – jiné? Vy syny byste měli mít a On pouze dcery? To vskutku rozdělení by bylo nerovné! Ony nejsou nic než jména, kterými jste je vy a vaši otcové nazvali a o nichž neseslal Bůh žádné zplnomocnění. A oni pouze své dohady a to, k čemu srdce jejich tíhnou, následují, ačkoliv se jim již od Pána jejich dostalo správného vedení.“
Současné verše 19–23 v súře Hvězda (53), na jejichž místě původně byly tzv. „Satanské verše“
„Přemýšleli jste o Al-Lát, Al-Uzzá a Manát, té třetí – jiné?
Věru, to jsou labutě vznešené a můžete vskutku doufat v jejich přímluvu!“
Původní „Satanské verše“ vložené namísto dnešních veršů 19–23 v súrě Hvězda (53)

### Význam

Slavný meč Mohamedova bratrance, adoptovaného syna a zetě, Alího, který získal při vydrancování svatyně Manát

Manát je v Koránu i další literatuře označovaná jako „ta třetí“ nebo „ta jiná/odlišná“. Důvodem může být její silný vliv v Medíně (oproti taifské Al-Lát, která přece jen byla uctívána i v Mekce spolu s al-Uzzá) a fakt, že oproti „živým“ mekkánským bohyním lásky a moci představovala spíše pasivitu a smrt (souvislost s měsícem, podsvětím, lidským osudem…). Proto byla také často zpodobňována jako stařena.

### Zničení svatostánku
V lednu roku 630 (9. měsíce 8. roku po Hidžře) povolal prorok Mohamed Sa’da, aby zničil chrám bohyně Manát. Šíité věří, že výpravu spolu se Sa´dem vedl také Alí. Ten také získal oba posvátné meče, které byly uloupeny z Manátina chrámu (meče do chrámu daroval král al-Harith ibn-abi-Shamir al-Ghassani).

#### Indický chrám v Somnatu
Podle některých badatelů byl kvůli bohyni Manát zničen roku 1024 také indický chrám v Somnatu (Somnat=So-Manát), o němž si islámský král Mahmúd Ghazni myslel, že tam byla tajně přesunuta původní arabská socha bohyně Manát.